# Bajm (album)
Bajm – album zespołu Bajm wydany w 1983 roku nakładem Pronitu.

## Ogólne informacje
Była to pierwsza płyta w karierze zespołu. Rok przed jej wydaniem pojawiła się kaseta magnetofonowa BAJM wydana przez Polmark oraz singiel z piosenkami „W drodze do jej serca” i „Czary mary”. Płyta od kasety różniła się zawartością dwóch utworów: piosenka „W drodze do jej serca” zamieniała „Diabelski krąg” (w wersji łagodniejszej niż na Martwej wodzie), a „Po prostu stało się” zamieniało „Wielką moc”. W sesji nagraniowej nagrana została również piosenka „Co ci to da”, jednak ostatecznie została odrzucona.
Płyta spotkała się z pozytywnymi opiniami i osiągnęła duży sukces komercyjny. Znalazły się na niej takie przeboje, jak: „W drodze do jej serca”, „Co mi Panie dasz”, „Józek, nie daruję ci tej nocy” „Różowa kula” i „Nie ma wody na pustyni”. Longplay sprzedał się w około półmilionowym nakładzie zdobywając status złotej płyty. Album był promowany przez telewizyjny film muzyczny, w którym zaprezentowano poszczególne piosenki pod tytułem Bajm na dachu.
Jak dotąd album nie został jeszcze wydany w formacie CD. Można znaleźć jedynie pojedyncze piosenki na kompaktowych kompilacjach grupy.

## Lista utworów
| Strona A | Strona A                                                                        | Strona A |
| Nr       | Tytuł utworu                                                                    | Długość  |
| -------- | ------------------------------------------------------------------------------- | -------- |
| 1.       | „Józek, nie daruję ci tej nocy” (muz. J. Kozidrak – sł. B. Kozidrak)            | 5:30     |
| 2.       | „Różowa kula” (muz. J. Kozidrak – sł. B. Kozidrak)                              | 5:00     |
| 3.       | „W drodze do jej serca” (muz. J. Kozidrak – sł. B. Kozidrak)                    | 5:00     |
| 4.       | „O key, o key, nic nie wiem, nic nie wiem” (muz. B. Kozidrak – sł. B. Kozidrak) | 4:30     |
|          |                                                                                 | 20:00    |

| Strona B | Strona B                                                      | Strona B |
| Nr       | Tytuł utworu                                                  | Długość  |
| -------- | ------------------------------------------------------------- | -------- |
| 1.       | „Co mi Panie dasz” (muz. B. Kozidrak – sł. B. Kozidrak)       | 3:40     |
| 2.       | „Żal prostych słów” (muz. J. Kozidrak – sł. B. Kozidrak)      | 3:40     |
| 3.       | „Po prostu stało się” (muz. J. Kozidrak – sł. B. Kozidrak)    | 3:40     |
| 4.       | „Nie ma wody na pustyni” (muz. J. Kozidrak – sł. B. Kozidrak) | 3:50     |
| 5.       | „Prorocy świata” (muz. J. Kozidrak – sł. B. Kozidrak)         | 3:30     |
|          |                                                               | 18:20    |

## Teledyski
- W drodze do jej serca
- Co mi Panie dasz
- Józek, nie daruje ci tej nocy
- Nie ma wody na pustyni
- Po prostu stało się
- Diabelski krąg
- Prorocy świata

## Twórcy
- Beata Kozidrak – śpiew
- Andrzej Pietras – śpiew
- Jarosław Kozidrak – śpiew, gitara, instrumenty klawiszowe
- Henryk Mazurek – gitara
- Marek Makuch – gitara basowa
- Bogdan Tchórzewski – perkusja

Personel
- Wojciech Przybylski, Jarosław Regulski, Włodzimierz Kowalczyk, Andrzej Poniatowski – realizacja
- Andrzej Pągowski – projekt graficzny
- Harry Weinberg, Marek Czudowski – foto